# Parc Nacional del Niokolo-Koba
El Parc Nacional de Niokolo-Koba és un parc nacional situat a 650 km a l'est de Dakar a la regió de Tambacounda, al sud-est del Senegal, prop de la frontera amb Guinea. Està inscrit a la llista del Patrimoni de la Humanitat de la UNESCO des del 1981. Està inscrit a la llista del Patrimoni de la Humanitat en perill des del 2007.

## Història
Establert com a reserva de caça el 1925, Niokolo-Koba va ser declarat parc nacional senegalès l'1 de gener de 1954. Ampliat el 1969, va ser inscrit com a Patrimoni de la Humanitat el 1981 com a Reserva de la Biosfera de la UNESCO-MAB. El 2007 es va afegir a la llista del Patrimoni de la Humanitat en perill.
Hi varen haver-hi diferents expansions el 1962, 1965, 1968 i 1969, però la independència del país va haver de plantejar altres prioritats al govern, i algunes àrees van ser abandonades i la caça furtiva hi ha crescut.